# Stanislav Angelovič
Stanislav Angelovič (* 26. März 1982) ist ein ehemaliger slowakischer Fußballspieler.

## Jugend
Angelovič spielte in seiner Jugend für FK Velké Leváre, MFK Topoľčany und ZŤS Martin.

## Vereinskarriere
Den ersten Profivertrag bekam Angelovič bei Inter Bratislava, wo er von 2002 bis 2005 gespielt hat. Nach zwei Spielzeiten beim FC Senec ging er für eine Spielzeit zum israelischen Verein Maccabi Netanja. Angelovič bekam 2008 einen Drei-Jahres-Vertrag beim ŠK Slovan Bratislava. Da er wenig spielte, verließ er Bratislava nach einem Jahr. Angelovič kam im Juni 2009 zum MŠK Žilina.

## Erfolge
- Meister der Slowakei: 2009/10